# Pteromonnina herzogii
Pteromonnina herzogii är en jungfrulinsväxtart som först beskrevs av Chod., och fick sitt nu gällande namn av B. Eriksen. Pteromonnina herzogii ingår i släktet Pteromonnina och familjen jungfrulinsväxter. Inga underarter finns listade i Catalogue of Life.